# Полезный (ледокол, 1887)
Полезный — ледокольный буксирный пароход РОПиТ. Первое специальное портовое судно для обслуживания флота Общества на Черном море. Первое судно Добровольческой армии.

## Строительство
Построен в Англии в 1877 году.

В 1886 г. процветающее Русское общество пароходства и торговли (РОПиТ) заказало в Англии специальное портовое судно для обслуживания своего многочисленного флота на Черном море. Формально планировалась обычная замена старого и изношенного колесного буксира новым винтовым, но на самом деле решили пополнить вспомогательный флот РОПиТа современным буксирным и спасательным судном.— Андриенко

## Описание
Тогда он считался самым мощным (750 л.с.) и большим буксиром в Черноморско-Азовском бассейне и хорошо зарекомендовал себя в первый же год работы. Осенью 1887 г. он вывел в море построенный в Николаеве броненосец «Екатерина II», в 1888 г. спас английский пароход в Одесском порту. В районе того же порта плавал во льдах, оказывая помощь грузовым пароходам Общества.

Как и задумывалось, буксир оказался мореходным, отлично справлявшимся с ролью морского буксировщика и спасателя. При этом он мог плавать в тонких льдах, имея скругленный в подводной части форштевень и прочную обшивку. Оборудованный носовой и кормовой дифферентными цистернами, «Полезный» по существу стал первым ледокольным судном (точнее «ледорезом») на Черном море, однако, по отзывам наблюдавших за его работой, использовать это судно во льдах следовало весьма осмотрительно из-за слабого набора корпуса.— Андриенко

## История эксплуатации
- 1887 — Прибыл в Одессу.
- 10.1916 — Мобилизован, переоборудован в тральщик Т-242.
- 03.1918 — Захвачен германскими войсками.
- 1918 — Реквизирован в новороссийском порту Добровольческой армией.  Вооружен двумя 75-мм орудиями (на корме). Командиром капитан 2-го ранга С. И. Медведев, старший офицер старший лейтенант А. Ваксмут, артиллерийский офицер лейтенант С. Ильвов, штурман лейтенант Тихомиров.
- 1919 — Находился у северо-западного побережья Азовского моря от Мариуполя до Геническа, прикрывая с моря операции сухопутных войск, затем охранял Арабатскую стрелку и Ак-Манайскую позицию.
- 1.04.1919 — Артогнем повредил красный ледокол IV, который выбросился на берег у Геническа[3].
- 31.01.1920 — Захвачен советскими войсками в Николаеве.
- 10.08.1920 — Мобилизован, вооружен.
- 16.07.1922 — Разоружен и переведен в гражданский флот.

## Интересные факты
- В 1907-1909 годах смазчиком-машинистом на ледоколе служил будущий авиатор Яков Иванович Седов-Серов.